# سذابية
السزبية أو السذابية أو السذابيات (الاسم العلمي: Rutaceae)، هي فصيلة من النباتات تتبع رتبة الصابونيات من طائفة ثنائيات الفلقة.

## التصنيف
- النارنجاوات
  - الكلوزيناوية
    - الكلوزينينة
      - المورايا

  - النارنجاوية
    - الليمونينة
      - الليمون
- التودالاوات
  - التودالة

## من أجناسها
- ذفراء (باللاتينية: Haplophyllum)
- ثحرط